# Technicien supérieur des études et de l'exploitation de l'aviation civile
En France, le corps des techniciens supérieurs des études et de l'exploitation de l'aviation civile (TSEEAC) de la DGAC est classé dans la catégorie B de la fonction publique de l'État au sein du ministère de l’Écologie, du Développement durable, des Transports et du Logement. Le statut du corps des TSEEAC est régi par le décret du 27 mars 1993.

## Recrutement
Le concours d'entrée dans le corps des TSEEAC est ouvert aux titulaires d'un baccalauréat ou d'un diplôme équivalent. Entre 30 et 60 places environ peuvent être proposées chaque année. À l'issue du recrutement, les élèves suivent une formation de trois ans au plus au sein de l'École nationale de l'aviation civile de Toulouse.

## Déroulement de carrière
(cf article Fonction publique française)
Ce corps comporte cinq grades (dans l'ordre décroissant) :
- TSEEAC de classe exceptionnelle : 7 échelons.
- TSEEAC de classe principale : 8 échelons.
- TSEEAC de classe normale : 11 échelons.
- TSEEAC stagiaire : 2 échelons.
- TSEEAC élève : 1 échelon.

Le passage de la classe normale à la classe principale est soumis à l'obtention de la 1re qualification statutaire dont la nature, le programme de l'épreuve et les conditions d'organisation de l'examen sont fixés par l'arrêté du 11 septembre 2012.
Le passage de la classe principale à la classe exceptionnelle est soumis à l'obtention de la seconde qualification statutaire, dont la nature, le programme de l'épreuve et les conditions d'organisation de l'examen sont fixés par l'arrêté du 19 mai 2009 (modifié par l'arrêté du 8 juillet 2011).
Les TSEEAC, sous certaines conditions, peuvent être détachés dans deux emplois fonctionnels d'encadrement :
- Cadre Technique de l'Aviation Civile  (CTAC) : 8 échelons.
- Responsable Technique de l'Aviation Civile (RTAC) : 5 échelons.

D'autre part, il existe des passerelles vers d'autres corps de la DGAC :
- Examens professionnels vers le corps des ICNA, IESSA ou IEEAC. Les lauréats de ces examens intègrent une formation d'un à deux ans entre l'ENAC et leurs nouveaux services d'affectation.
- Sélection professionnelle ICNA (ouverte aux contrôleurs d'aérodrome, aux agents de la Vigie Trafic de l'Aéroport Paris-Charles-de-Gaulle et aux agents BTIV[5] des CRNA).
- Concours internes : ICNA, IESSA ou IEEAC. Les lauréats de ces concours sont admis à suivre la formation initiale complète à l'ENAC.

## Emploi
Les TSEEAC peuvent occuper plusieurs types de postes au sein de la Direction générale de l'Aviation civile (DGAC) :
assistant technique, contrôleur technique d'exploitation (programme SAFA), contrôleur d'aérodrome, gestionnaire d'aire de trafic (à l'aéroport Paris-Charles-de-Gaulle), opérateur de l'information aéronautique, agent des bureaux régionaux de l'information et de l'assistance au vol (BRIA), agent des entités de l'information de vol (BTIV/CIV), opérateur des systèmes centraux de la navigation aérienne (CESNAC), concepteur de procédures, inspecteur de la surveillance (DSAC), enquêteur de sécurité (BEA), encadrement des subdivisions, etc.

## Formation
Le texte régissant la formation initiale des TSEEAC est l'arrêté du 1er octobre 2009.
En 2010, est initiée une réforme de la formation initiale des TSEEAC,,.
Celle-ci s'intitulera désormais TSA pour "Technicien supérieur de l'aviation" et comprendra, à partir de 2011, deux cursus :
- formation TSA civils : admis soit par le concours externe TSA ou par un procédé de Validation des acquis de l'expérience (VAE), ceux-ci suivront une formation de deux ans sanctionné par le diplôme des TSA.
- TSEEAC dits "TSA fonctionnaires" : après admission au concours TSA, ceux-ci seront intégrés dès le début de leur formation dans le corps des TSEEAC, et suivront le tronc commun de 2 ans avec les non-fonctionnaires. À la fin de ces deux années, ils seront affectés dans les services de la DGAC et poursuivront une année supplémentaire de formation en alternance.

## Historique
Le corps des TSEEAC a subi plusieurs changements de noms depuis les années 1960 :
- 1962 : TNA : Technicien de la Navigation Aérienne incluant les contrôleurs aériens "exploitation" et les électroniciens "installations" ;
- 1964 : scission du corps : le corps des TNA demeure, malgré le départ des contrôleurs et des électroniciens, respectivement vers les nouveaux corps des "Officiers  Contrôleurs  de  la  Circulation Aérienne"  (OCCA) - devenus ICNA par la suite -  et  celui  des  Électroniciens  de la Sécurité Aérienne (ESA) - devenus IESSA ;
- 1975 : Les TNA deviennent des TAC, Techniciens de l'Aviation Civile. Cette appellation est souvent utilisée à l'oral pour désigner aujourd'hui les TSEEAC ;
- 1993 : TEEAC : Technicien des Études et d'Exploitation de l'Aviation Civile ;
- 2000 : TSEEAC : Technicien Supérieur des Études et d'Exploitation de l'Aviation Civile ;
- 2011 : la formation initiale à l'ENAC des TSEEAC est ouverte aux non fonctionnaires et est renommée TSA (Technicien supérieur de l'aviation).

## Texte officiel
Décret no 93-622 du 27 mars 1993 relatif au statut particulier du corps des techniciens supérieurs des études et de l'exploitation de l'aviation civile

## Pour approfondir